# Schallhöhle

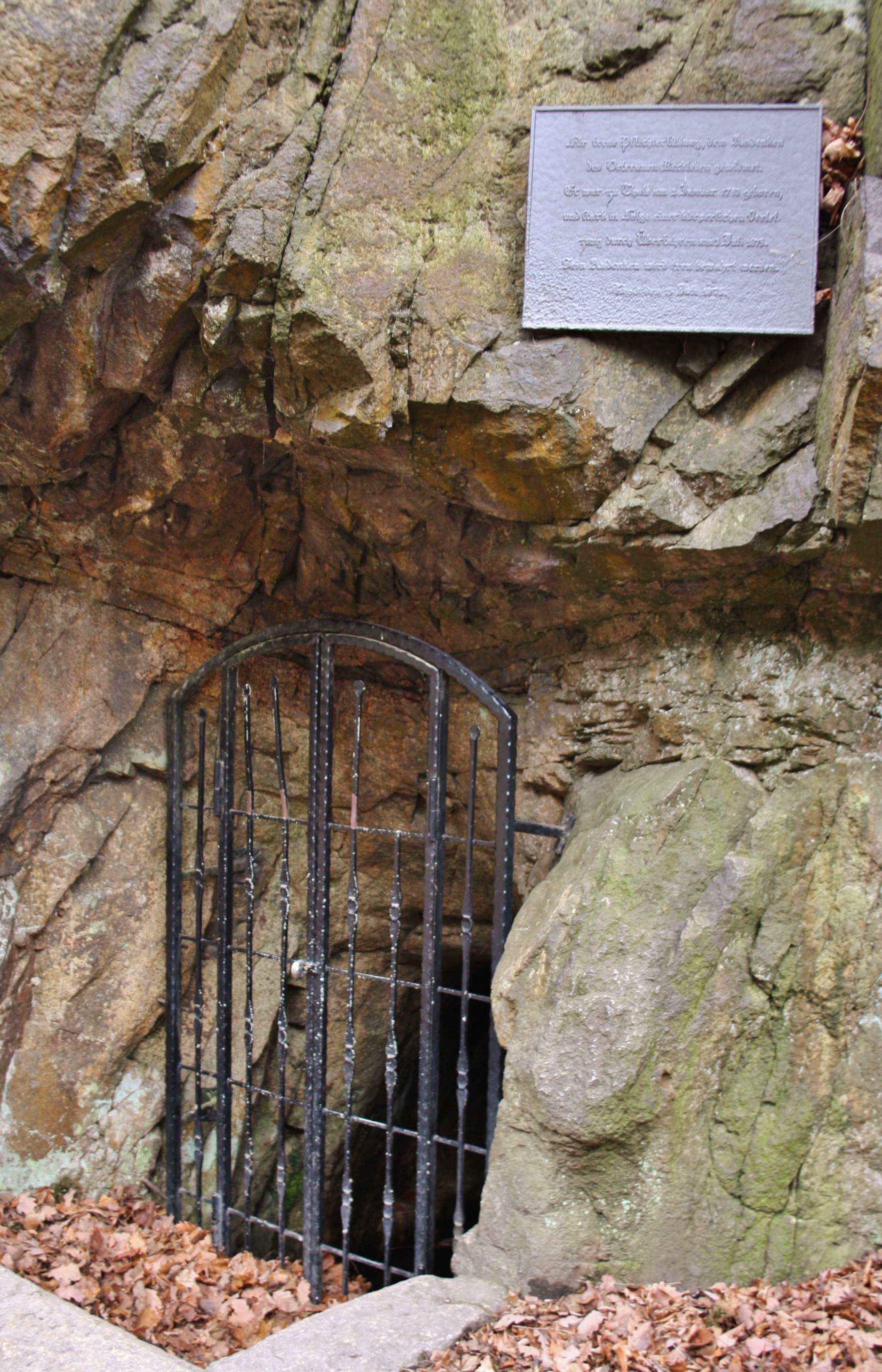
Der verschlossene Eingang der Schallhöhle mit Gedenktafel

Die Schallhöhle ist ein kurzer Stollen nahe dem Ausgang des Bodetals bei Thale im Harz im sachsen-anhaltischen Landkreis Harz.

## Geographische Lage
Die Schallhöhle liegt im Unterharz im Naturpark Harz/Sachsen-Anhalt – nahe dem südwestlichen Ortsrand der Thaler Kernstadt. Sie befindet sich im unteren Teil des Osthangs der Roßtrappe unweit des linken Ufers der Bode, westlich gegenüber dem Hotel Waldkater. Von dort führt die laut Inschrift 1924 aus Stahl errichtete Fußgängerbrücke Katerstieg über die Bode zum Stollen. Vorbei führt der Goetheweg, eine Innerortsstraße, die noch vor dem Stollen in einen Fußweg übergeht. Im Stollen entspringt eine kleine Quelle.

## Geschichte
Der nur etwa 20 Meter lange und verhältnismäßig niedrige Gang wurde um 1760 angelegt. Die so entstandene Höhle hat die Eigenschaft, den Schall verstärkt zurückzuwerfen, woraus sich der Name herleitet.
Anfang der 1830er Jahre erhielt die Frau eines Kohlenmeisters die Erlaubnis, „zur Belustigung der Fremden“ gegen Entgelt Böllerschüsse in die Höhle abzugeben. Nachdem die Frau verstorben war, wurde am 23. April 1843 die Aufgabe an den Thaler Gärtner Heinrich Reckleben (1793–1875) übertragen.
Die lauten Detonationen trafen auf die Kritik des Betreibers des Hotels Waldkater, der sich wiederholt beschwerte. Dort scheuten häufig die Pferde vor dem Lärm. Letztlich gelang es dem Wirt, ein Verbot der Böllerschüsse durchzusetzen. Reckleben erhielt dafür wegen seines Verdienstausfalls vom Wirt des Waldkaters eine jährliche Entschädigung. Außerdem erhielt Reckleben die Erlaubnis, das Wasser der Quelle als sogenanntes „Lebenswasser“ zu verkaufen.
Er bewarb sein Wasser mit den Worten:
Wer zu mir kommt, kommt nicht vergebens,

ich bringe Euch den Quell des Lebens.

Und niemand starb, wer daraus trank,

solang er diesen Becher schwang!
Reckleben berichtete den Besuchern von einer vermeintlich einmal in der Höhle festgehaltenen und später ermordeten Gräfin. Zum Nachweis der Wahrheit seiner Erzählung verwies er auf angebliches Blut an der Wand, welches er mit Farbe immer wieder erneuerte.
Wohl bedingt durch die vielen Böllerschüsse litt Reckleben im Alter an Schwerhörigkeit. Dies wurde ihm 1875 zum Verhängnis. Auf dem Weg von der Schallhöhle nach Hause wurde er von einem Bierkutscher überfahren. Es wird berichtet, dass der Wirt des Waldkaters den größten Kranz auf Recklebens Grab gestiftet habe.
Nach dem Ableben Recklebens wurde die Höhle geschlossen. Heute ist sie durch eine Gittertür verschlossen. Rechts des Eingangs befindet sich eine Gedenktafel, die an die Tätigkeit Recklebens erinnert.